# Beau Biden
Pour les articles homonymes, voir Biden (homonymie).
Joseph Robinette Biden III, dit Beau Biden, né le 3 février 1969 à Wilmington (Delaware) et mort le 30 mai 2015 à Bethesda (Maryland), est un militaire et homme politique américain.
Fils de Joe Biden, 46e président des États-Unis, il est diplômé de l'école de droit de l'université de Syracuse comme son père et procureur général du Delaware de 2007 à 2015.

## Biographie

### Jeunesse et famille
Le 18 décembre 1972, Beau et son frère cadet Robert Hunter survivent à l'accident de voiture qui coûte la vie à leur mère, Neilia Hunter, et à leur sœur cadette Naomi Christina. Leur demi-sœur Ashley Blazer naît en 1981 du remariage de leur père, en 1977, avec Jill Jacobs. 
Marié à Hallie Olivere, Beau Biden est père de deux enfants, Natalie Naomy Biden (née en 2004) et Robert Biden II (né en 2006).

### Carrière et décès
En 2006, il est élu procureur général du Delaware avec 52,58 % des voix, contre 47,42 % à son adversaire républicain Ferris Wharton.
Beau Biden est également capitaine au sein de la garde nationale du Delaware, à ce titre il a été mobilisé en 2008-2009, pour une mission de sept mois en Irak.
En 2010, il est réélu procureur général d'État avec 78,9 % des voix.
Beau Biden meurt le 30 mai 2015 des suites d'un cancer du cerveau.
Réalisant qu'il était condamné, il avait tenté d'arracher à son père la promesse d'une candidature à la présidence des États-Unis, comme l'indique Joe Biden dans son livre Promise me, Dad.

### Galerie

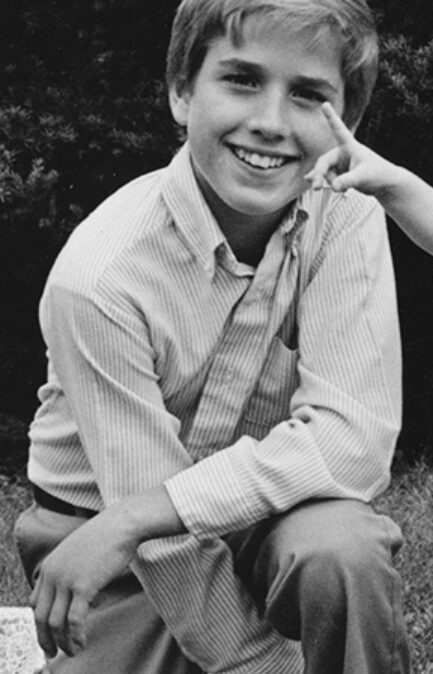
Beau Biden, années 1980.
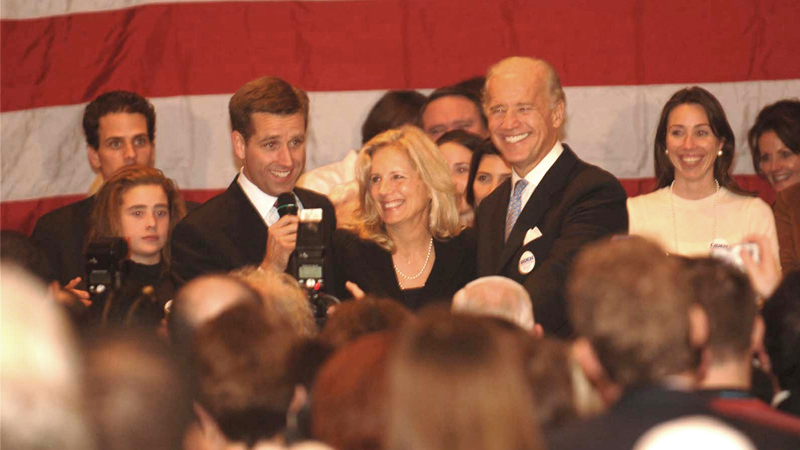
Discours de victoire de Beau Biden après son élection comme procureur général du Delaware en 2006.
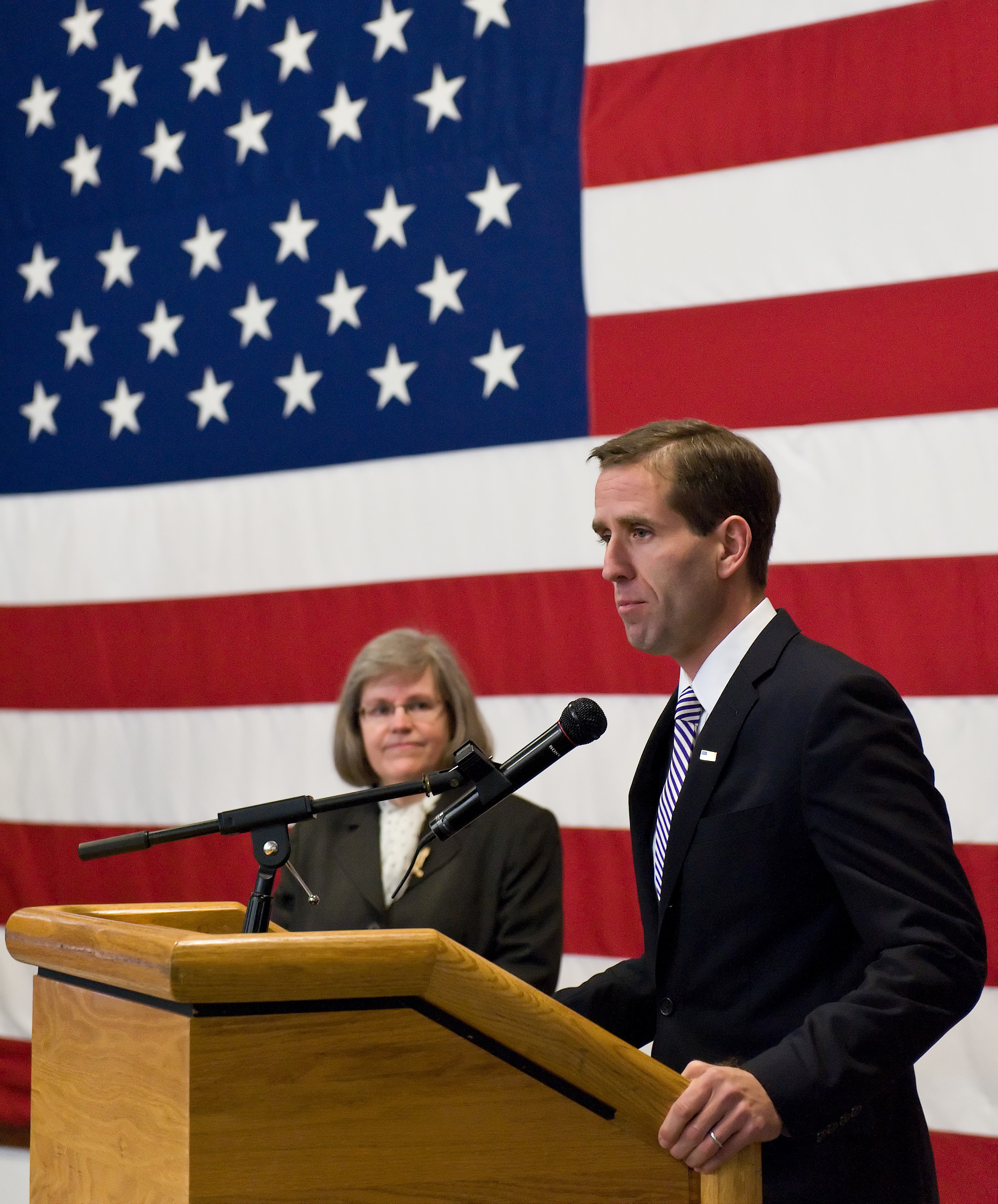
Beau Biden en 2012.
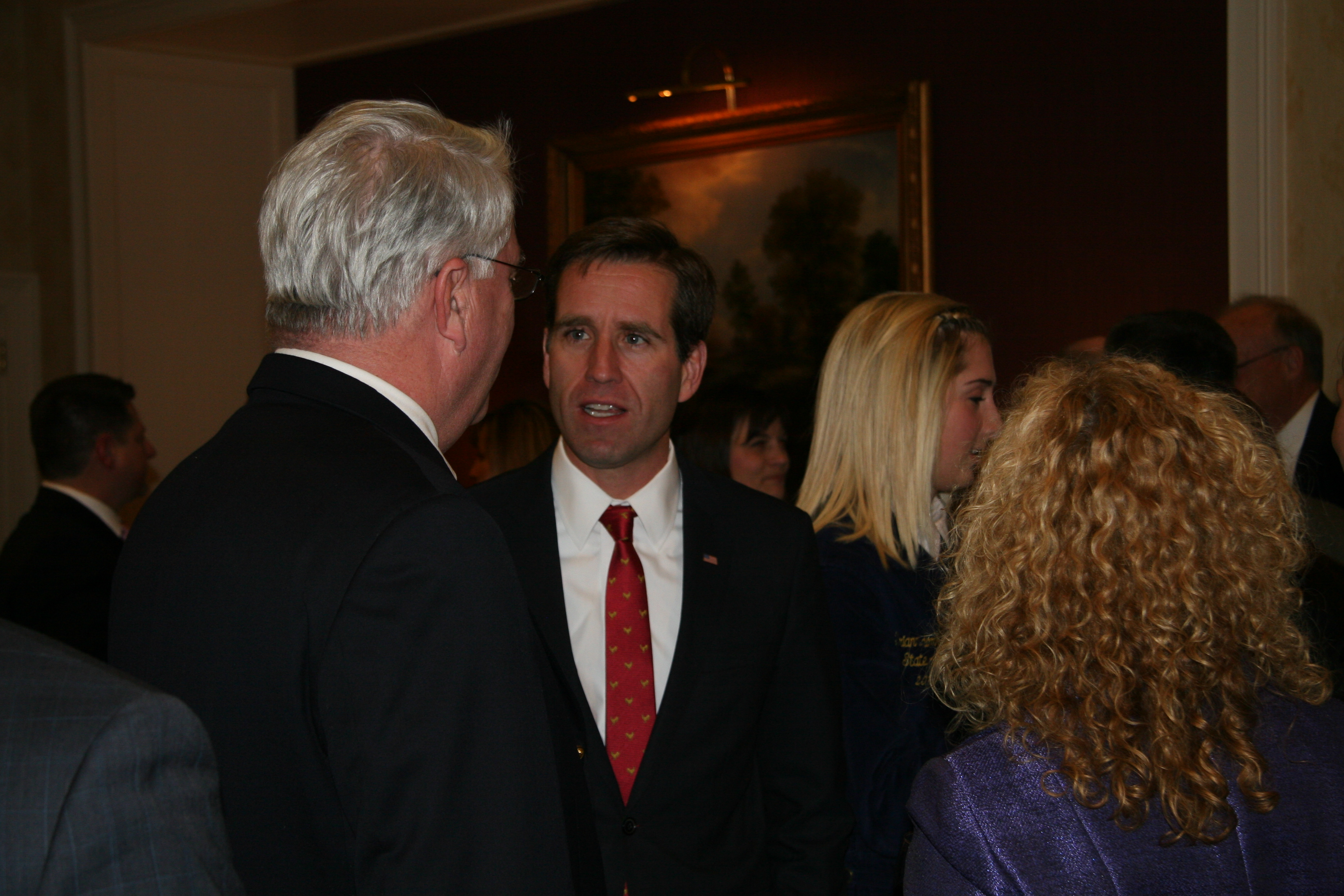
Ed Kee et Beau Biden en 2013.
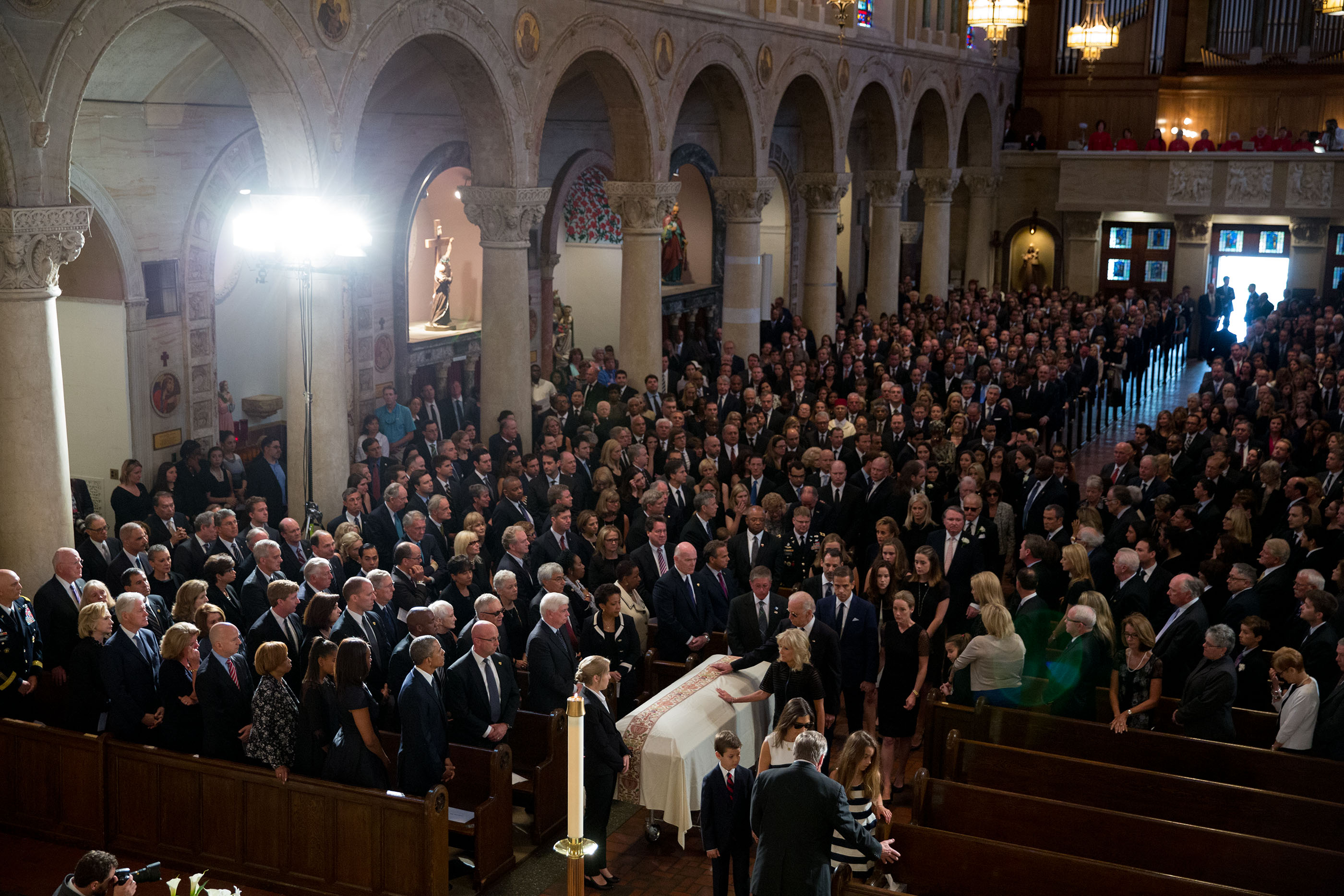
Funérailles de Beau Biden à Wilmington, Delaware.